# Чамберино (Њу Мексико)
Чамберино (енгл. Chamberino) насељено је место без административног статуса у америчкој савезној држави Њу Мексико.

## Демографија
По попису из 2010. године број становника је 919.
| Група             | 2000.    | 2010.       |
| Белци             | 0 (0,0%) | 63 (6,9%)   |
| Афроамериканци    | 0 (0,0%) | 1 (0,1%)    |
| Азијати           | 0 (0,0%) | 3 (0,3%)    |
| Хиспаноамериканци | 0 (0,0%) | 855 (93,0%) |
| Укупно            | 0        | 919         |